# Чемпионат мира по шорт-треку 2008
Чемпионат мира по шорт-треку 2008 года проходил 7-9 марта в Канныне (Республика Корея).

## Общий медальный зачёт
| Место | Страна           | Золото | Серебро | Бронза | Всего |
| ----- | ---------------- | ------ | ------- | ------ | ----- |
| 1     | Республика Корея | 4      | 3       | 4      | 11    |
| 2     | Китай            | 4      | 3       | 2      | 9     |
| 3     | США              | 2      | 1       | 1      | 4     |
| 4     | Канада           | 0      | 3       | 2      | 5     |
| 5     | Великобритания   | 0      | 0       | 1      | 1     |

## Медалисты
За первое место в дисциплине начислялось 34 очка, за второе — 21 очко, за третье — 13 очков, за четвёртое — 8 очков, за пятое — 5 очков, за шестое — 3 очка, за седьмое — 2 лчка и за восьмое — 1 очко; очки начислялись лишь спортсменам, принявшим участие в финальных соревнованиях по соответствующей дисциплине. В суперфинале на дистанции 3000 м лидирующие после первого километра спортсмены получали 5 дополнительных очков. Затем очки складывались, и так определялся победитель в многоборье; эстафеты для определения победителей в многоборье не учитывались.

### Мужчины
| Дисциплина | Золото                                                                             | Серебро                                                                                       | Бронза                                                             |
| ---------- | ---------------------------------------------------------------------------------- | --------------------------------------------------------------------------------------------- | ------------------------------------------------------------------ |
| Многоборье | Аполо Антон Оно США                                                                | Ли Хо Сок Республика Корея                                                                    | Сон Гён Тхэк Республика Корея                                      |
| 500 м      | Аполо Антон Оно США                                                                | Шарль Амлен Канада                                                                            | Сон Гён Тхэк Республика Корея                                      |
| 1000 м     | Ли Хо Сок Республика Корея                                                         | Аполо Антон Оно США                                                                           | Сон Гён Тхэк Республика Корея                                      |
| 1500 м     | Сон Гён Тхэк Республика Корея                                                      | Ли Хо Сок Республика Корея                                                                    | Чарльз Левейлл США                                                 |
| 3000 м     | Ли Сын Хун Республика Корея                                                        | Чарльз Левейлл США                                                                            | Аполо Антон Оно США                                                |
| Эстафета   | Республика Корея · Ли Сын Хун · Ли Хо Сок · Сон Гён Тхэк · Квак Юн Ги · Сон Си Бэк | Канада · Шарль Амлен · Франсуа Амлен · Марк-Андре Монетт · Стив Робиллар · Жан-Франсуа Монетт | Великобритания · Джонатан Или · Том Айвсон · Пол Стэнли · Пол Уорт |

### Женщины
| Дисциплина | Золото                                                                             | Серебро                                                                               | Бронза                                                        |
| ---------- | ---------------------------------------------------------------------------------- | ------------------------------------------------------------------------------------- | ------------------------------------------------------------- |
| Многоборье | Ван Мэн Китай                                                                      | Чжоу Ян Китай                                                                         | Ян Син Ён Республика Корея                                    |
| 500 м      | Ван Мэн Китай                                                                      | Лю Цюхун Китай                                                                        | Калина Роберж Канада                                          |
| 1000 м     | Ван Мэн Китай                                                                      | Чжоу Ян Китай                                                                         | Калина Роберж Канада                                          |
| 1500 м     | Ван Мэн Китай                                                                      | Ян Син Ён Республика Корея                                                            | Чжоу Ян Китай                                                 |
| 3000 м     | Чжоу Ян Китай                                                                      | Чон Ын Джу Республика Корея                                                           | Кэтрин Ройтер США                                             |
| Эстафета   | Республика Корея · Чон Ын Джу · Пак Сын Хи · Ким Мин Джун · Ян Син Ён · Син Сэ Бом | Канада · Анна Мальте · Аманда Оверленд · Калина Роберж · Джессика Грегг · Таня Висент | Китай · Ван Мэн · Чжоу Ян · Мэн Сяосюэ · Лю Цюхун · Фу Тяньюй |